# More Specials
More Specials – drugi album brytyjskiego zespołu ska The Specials. Został wydany we wrześniu 1980 roku we własnej wytwórni zespołu 2 Tone Records. Producentami płyty byli Dave Jordan i Jerry Dammers (z wyjątkiem "Sock It To 'Em J.B." - John Bradbury). Album zajął 5 miejsce na brytyjskiej liście przebojów. 
Współkompozytorem utworu "Hey, Little Rich Girl" był znany z zespołu Madness Lee (Kix) Thompson (grał również w tym utworze na saksofonie).
W wersjach: kanadyjskiej, amerykańskiej (obie z 1980 roku) oraz japońskiej (CD z 2009 roku) dodano utwór "Rat Race". Wersja japońska posiada alternatywną okładkę (zdjęcie  tej samej sesji fotograficznej co podstawowa okładka).
Do wersji CD z 2002 roku dodano teledyski do utworów "Ghost Town" i "Rat Race". 
Do pierwszych egzemplarzy albumu dodawano darmowy singiel 7" z utworami "Braggin' & Tryin' Not To Lie"  oraz "Rude Boys Outa Jail (version)".

## Spis utworów

### Strona A
1. "Enjoy Yourself (It's Later Than You Think)"	3:39 (Sigman/Magidson)
2. "Man At C&A"	3:38 (Dammers/Hall)
3. "Hey, Little Rich Girl" 3:39  (Thompson/Byers)
4. "Do Nothing"	3:44 (Golding)
5. "Pearl's Café" 3:10  (Dammers)
6. "Sock It To 'Em J.B."	2:59  (Dunn/Holman/Garvin)

### Strona B
1. "Stereotypes"	3:15 (Dammers) / "Stereotypes part.2" 4:09 (Byers)
2. "Holiday Fortnight" 2:46 (Byers)
3. "I Can't Stand It" 4:03 (Dammers)
4. "International Jet Set" 5:38 (Dammers)
5. "Enjoy Yourself (Reprise) 1:49 (Sigman/Madison)

## Single z albumu
- "Stereotype" (1980) UK # 6
- "Do Nothing" (1980) UK # 4

## Muzycy
- Terry Hall - wokal
- Lynval Golding - wokal, gitara
- Neville Staple - wokal, instrumenty perkusyjne
- Jerry Dammers - klawisze
- Roddy Radiation - gitara
- Sir Horace Gentleman - bas
- John Bradbury - perkusja
- Rico Rodriguez - puzon
- Dick Cuthell - trąbka
- Lee Thompson (Kix) - saksofon (A3)
- Paul Heskett - saksofon (A6)
- Rhoda Dakar - wokal (A5, B3)
- The Go-Go's - drugi wokal (A5, B3)